# Cucina del Chiapas

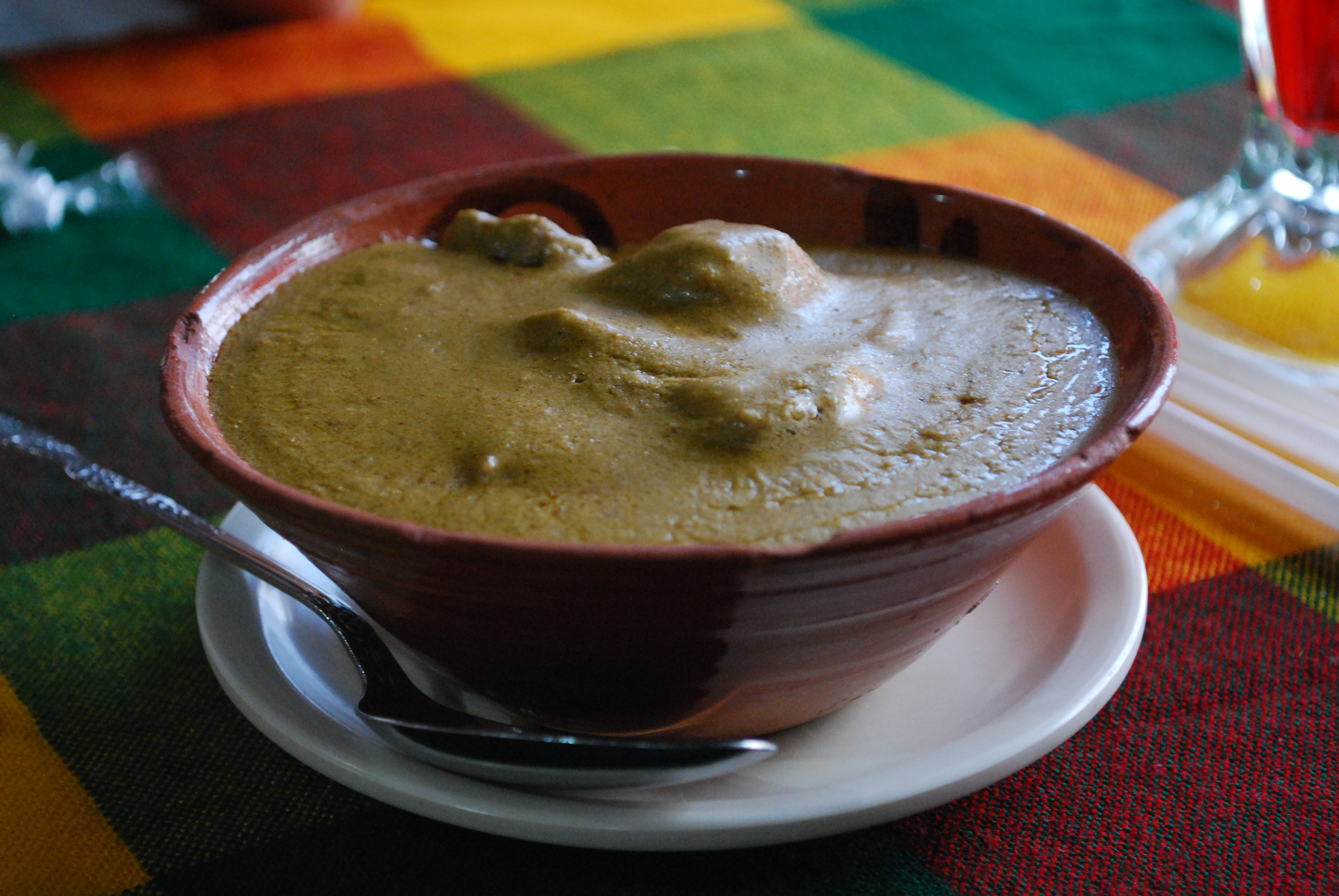
Pepita con Tasajo servita al ristorante in Chiapa de Corzo.

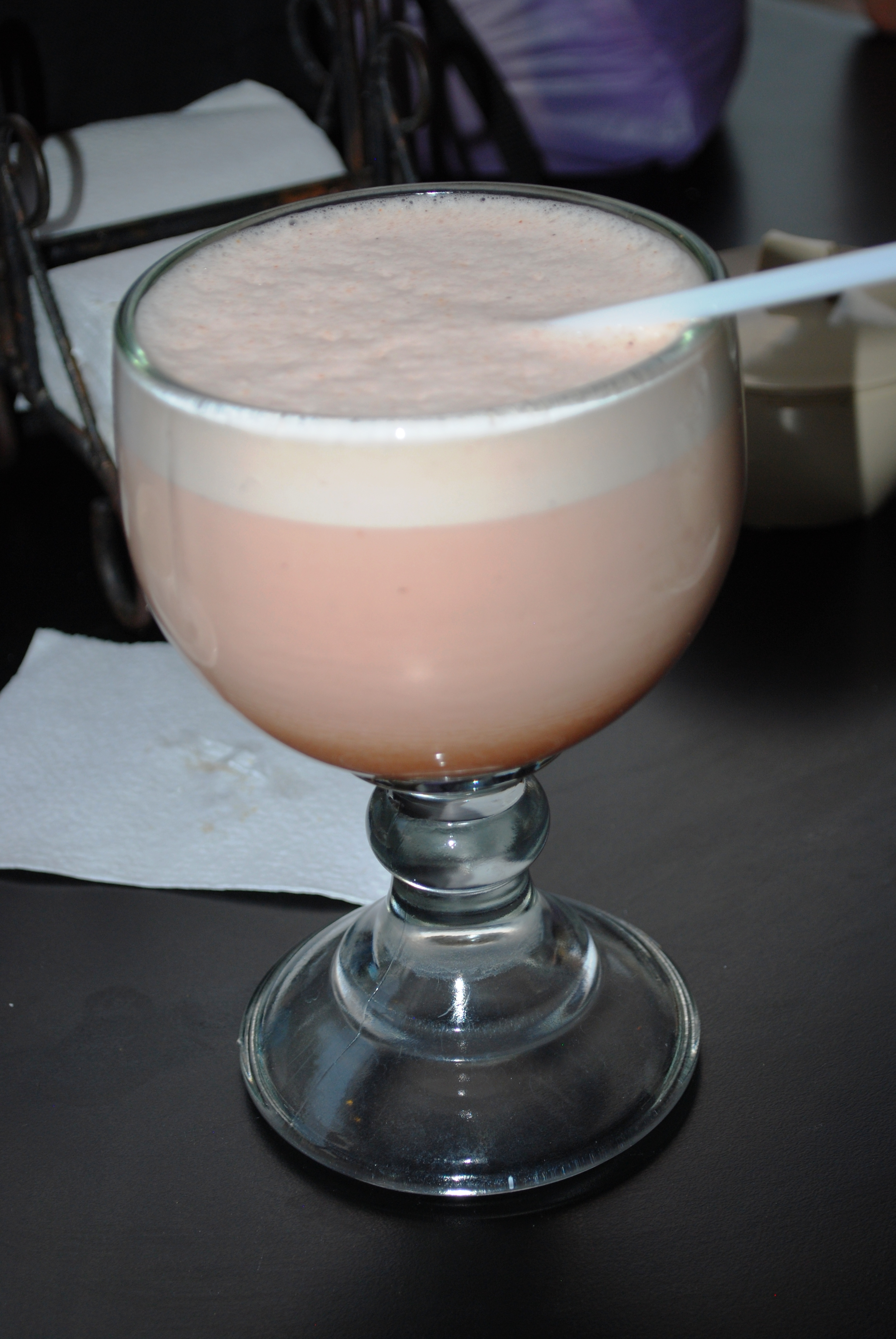
Tascalate servito a Palenque

La cucina del Chiapas è la cucina dello Stato messicano meridionale del Chiapas. Come il resto della cucina messicana è una cucina basata sul mais con un misto di influenze indigene ed europee.
Si distingue per la sua cultura indigena, che include l'uso dell'erba Chipilìn nelle zuppe e nelle tamales, giacché non è usata in nessun'altra parte del Messico.
Sebbene si usino peperoncini, tra cui il molto piccante simojovel, ne usano tanto quanto le altre cucine regionali, preferendo quelli di stagione dolci nei loro piatti principali.
Gran parte dello Stato è adatto al pascolo e la loro cucina riflette ciò con una grande produzione di formaggio e speciali carni di manzo.
Il piatto più importante è il tamale, creato con molte varietà in tutto lo Stato come anche la chanfaina, simile al menudo e alla sopa de pan.